# Thyrsodium spruceanum
Thyrsodium spruceanum là một loài thực vật có hoa trong họ Đào lộn hột. Loài này được Benth. miêu tả khoa học đầu tiên năm 1852.